# 中国杭帮菜博物馆
中国杭帮菜博物馆位于中国浙江省杭州市上城区玉皇山南麓凤凰山路9号、江洋畈生态公园内，为展示杭州地区日常饮食及杭帮菜历史渊源、发展脉络和菜系菜品的专题博物馆，也是当前中国最大的地方菜博物馆。

## 历史
2012年建成开馆，由崔恺设计，占地9亩多，建筑面积12470平方米，场馆共分为两层的展示陈列馆及“钱塘厨房”（市民互动体验区）、“杭州味道”和“东坡阁”（均为包间）四个区域。馆内展示有各式仿真菜品，包括一些从历史文献记载中还原的失传菜肴。

## 画廊
- 条头糕
- 豆儿糕
- 莲子糕
- 木瓜酥
- 鲍鱼捞米饭
- 西湖雪媚娘